# Elmurat Taszmuradov
Elmurat Taszmuradov (1991. december 12. –) üzbég kötöttfogású birkózó. A 2016-os nyári olimpiai játékokon bronzérmet szerzett 59 kg-ban. A 2018-as birkózó-világbajnokságon ezüstérmet nyert 63 kg-os súlycsoportban, szabadfogásban. A 2018-as, 2015-ös, 2014-es és a 2013-as Ázsia Bajnokságon aranyérmet nyert egyszer 63, háromszor 59 kg-os súlycsoportban.

## Sportpályafutása
A 2018-as birkózó-világbajnokságon a 63 kg-os súlycsoportban döntőbe jutott.